# UFC 292
UFC 292: Sterling vs. O'Malley（ユーエフシー・ツーナインティツー：スターリング・バーサス・オマリー）は、アメリカ合衆国の総合格闘技団体「UFC」の大会の一つ。2023年8月19日、マサチューセッツ州ボストンのTDガーデンで開催された。

## 大会概要
本大会は王者アルジャメイン・スターリングと挑戦者ショーン・オマリーによるUFC世界バンタム級タイトルマッチ、王者ジャン・ウェイリーと挑戦者アマンダ・レモスによるUFC世界女子ストロー級タイトルマッチ、カート・ホロボーとオースティン・ハバードのThe Ultimate Fighter 31ライト級トーナメント決勝、ブラッド・カトナとコーディ・ギブソンのThe Ultimate Fighter 31バンタム級トーナメント決勝が組まれた。

## 試合結果

### アーリープレリム
第1試合 女子フライ級 5分3R
○  カリーニ・シウバ vs.  マリーナ・モロズ ×
1R 4:59 ギロチンチョーク
第2試合 女子フライ級 5分3R
○  ナタリア・シウバ vs.  アンドレア・リー ×
3R終了 判定3-0（30-27、30-27、30-27）
第3試合 ミドル級 5分3R
○  アンドレ・ペトロスキー vs.  ジェラルド・マーシャート ×
3R終了 判定2-1（28-29、29-28、29-28）

### プレリミナリーカード
第4試合 TUF 31バンタム級トーナメント決勝 5分3R
○  ブラッド・カトナ vs.  コーディ・ギブソン ×
3R終了 判定3-0（29-28、29-28、30-27）
※カトナがバンタム級トーナメント優勝。
第5試合 TUF 31ライト級トーナメント決勝 5分3R
○  カート・ホロボー vs.  オースティン・ハバード ×
2R 2:39 三角絞め
※ホロボーがライト級トーナメント優勝。
第6試合 ミドル級 5分3R
○  グレゴリー・ホドリゲス vs.  デニス・トゥルーリン ×
1R 1:43 KO（グラウンドの肘打ち）
第7試合 ミドル級 5分3R
○  ブラッド・タヴァレス vs.  クリス・ワイドマン ×
3R終了 判定3-0（30-27、30-27、30-27）

### メインカード
第8試合 バンタム級 5分3R
○  マルロン・ヴェラ vs.  ペドロ・ムニョス ×
3R終了 判定3-0（30-27、30-27、29-28）
第9試合 バンタム級 5分3R
○  マリオ・バティスタ vs.  ダモン・ブラックシア ×
3R終了 判定3-0（29-28、29-28、30-27）
第10試合 ウェルター級 5分3R
○  イアン・ギャリー vs.  ニール・マグニー ×
3R終了 判定3-0（30-26、30-26、30-24）
第11試合 UFC世界女子ストロー級タイトルマッチ 5分5R
○  ジャン・ウェイリー vs.  アマンダ・レモス ×
5R終了 判定3-0（50-43、50-44、49-45）
※ウェイリーが王座の初防衛に成功。
第12試合 UFC世界バンタム級タイトルマッチ 5分5R
○  ショーン・オマリー vs.  アルジャメイン・スターリング ×
2R 0:51 TKO（右ストレート→パウンド）
※オマリーが王座獲得に成功。

### 各賞
ファイト・オブ・ザ・ナイト：ブラッド・カトナ vs. コーディ・ギブソン
パフォーマンス・オブ・ザ・ナイト：ショーン・オマリー、ジャン・ウェイリー
各選手にはボーナスとして5万ドルが授与された。

### カード変更
負傷などによるカードの変更は以下の通り。